# Центральный телеграф (Янгон)
Центральный телеграф (бирм. ဗဟို ကြေးနန်း ရုံး; англ. Central Telegraph Office) — колониальное здание в Рангуне в Бирме (сейчас Янгон, Мьянма), построенное в 1913—1917 годах. Входит в список наследия города Янгон. В настоящее время в нём располагаются правительственные офисы Почта и телекоммуникации Мьянмы (MPT).

## История
Здание Центральной телеграфной службы, расположенное на углу улиц Пансодан и Маха Бандула, было сооружено британскими колониальными властями. Центральный телеграф был спроектирован шотландским архитектором Джоном Беггом, который также спроектировал другие здания колониальной эпохи в Рангуне, в том числе Таможенный дом на Стрэнд-роуд и здание Типографии и издательства.
Строительство четырёхэтажного здания со стальным каркасом велось между 1913 и 1917 годами и было доставлено Clark & Greig. Какое-то время в здании размещалась Бирманская радиовещательная служба.

## Галерея
- Центральный телеграф в 2006 году
- Верх портико, 2008
- Фронтон здания
- Здание в 2018 году